# Afluentes do Guaíba
Afluentes del Guaíba (en portugués: Afluentes do Guaíba), antes conocido como Chafariz do Imperador (en español: "Fuente del Emperador") es un monumento de la ciudad de Porto Alegre, Brasil.
Fue instalado entre 1866 y 1867 en la Plaza de la Matriz. Es el monumento público más antiguo de la ciudad. Se mantuvo en dicha plaza hasta 1907 cuando fue desmantelado. En 1936 fue instalado, incompleto, en la Plaza Dom Sebastião donde sufrió vandalismos. En el 2014 fue restaurado y reubicado en los jardines de la Hidráulica Moinhos de Vento.

## Descripción y autoría
El monumento, realizado íntegramente en mármol de Carrara, constaba originalmente de una base circular rodeada de una balaustrada iluminada, una fuente con tres pilas superpuestas y cuatro estatuas alegóricas que representaban los ríos afluentes de la cuenca del Guaíba: Yacuí, Caí, Sinos y Gravataí.  Los afluentes Caí y Sinos están representados por dos ninfas mientras que los afluentes Yacuí y Gravataí están representados por dos neptunos. En la parte superior de la fuente se colocó una quinta estatua, con la figura de un joven con un gorro frigio en la cabeza y sosteniendo un estandarte, inspirada en la iconografía de la Libertad, y que representaba al Guaíba. Inicialmente, el conjunto fue conocido como "Chafariz do Imperador".
El proyecto fue diseñado por el escultor José Obino. Tradicionalmente se acepta la autoría del proyecto, pero en 1924 un informe de prensa demostró que no se conocía al autor. La atribución llegó en 1958, cuando el nieto de José, Aldo Obino, reconocido crítico de arte, publicó un artículo en el Correio do Povo reivindicando la autoría del proyecto para su abuelo. Aldo Obino añadió que su abuelo nunca había sido escultor, y que en su taller de mármol sólo elaboraban los diseños, confiando la ejecución a un equipo de escultores y marmolistas profesionales. Según Cristina Gibrowski, no se ha encontrado ningún documento de época que vincule el monumento a Obino ni a su taller. Una inspección detallada de las piezas publicadas en 1924 identificó parte de una firma en el remo de uno de los Neptunos, ya roto, que decía "...ormilli fecit" (...ormilli hizo este trabajo). Este "...ormilli" es probablemente el escultor Camillo Formilli, a quien se había encargado la realización de las bases y las pilas de la fuente en Italia.

## Historia

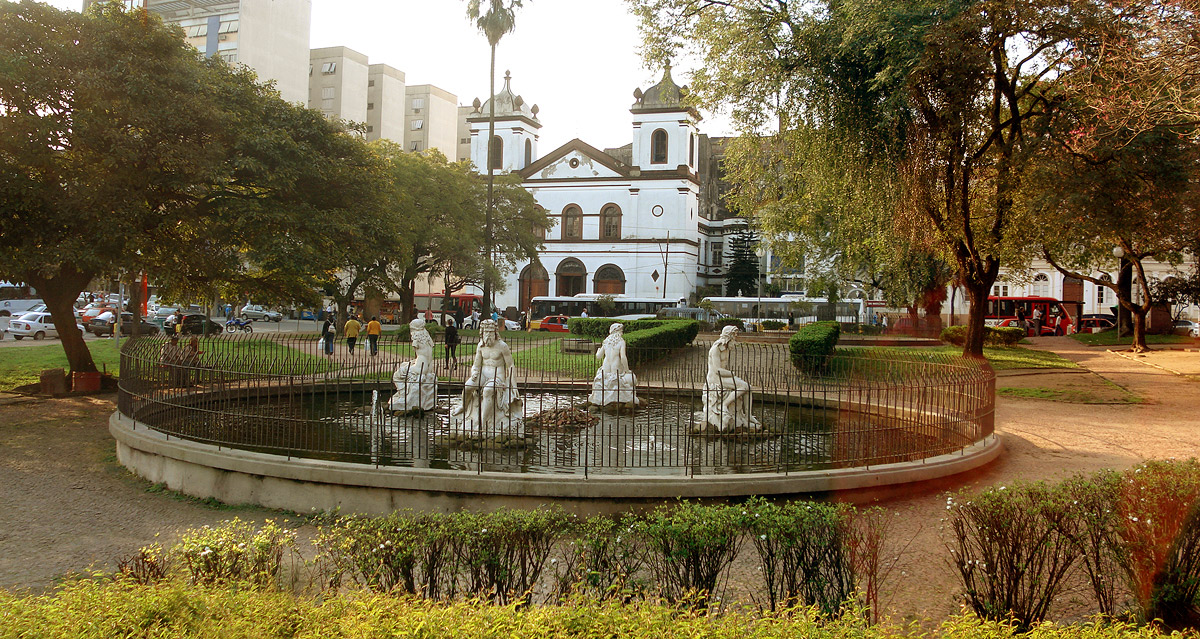
El conjunto en su segunda ubicación en la plaza Dom Sebastião

El conjunto fue instalado entre mediados de 1866 y principios de 1867 en la Praça da Matriz por la Companhia Hidráulica Porto-Alegrense, con el fin de dotar a la ciudad de una fuente de agua potable además de decorar la zona. Permaneció allí hasta 1907, cuando el Municipio decidió instalar en el mismo lugar un monumento a Júlio de Castilhos. El conjunto fue entonces desmontado y retirado por la Companhia Hidráulica, que depositó las piezas en sus almacenes, donde permanecieron hasta 1924. En ese año, el marmolista Carlos Zielinsky compró las piezas, casi todas intactas, para reducirlas a polvo de mármol o utilizarlas para un mausoleo funerario. Consciente de la inminente destrucción, un ciudadano anónimo inició una campaña a través del Correio do Povo para que el conjunto pudiera ser preservado. La campaña tuvo repercusión y Otávio Rocha adquirió el material, prometiendo reinstalar el monumento en la Praça Montevidéu, lo que nunca ocurrió. Durante este período, la estatua de Guaíba y la fuente desaparecieron.

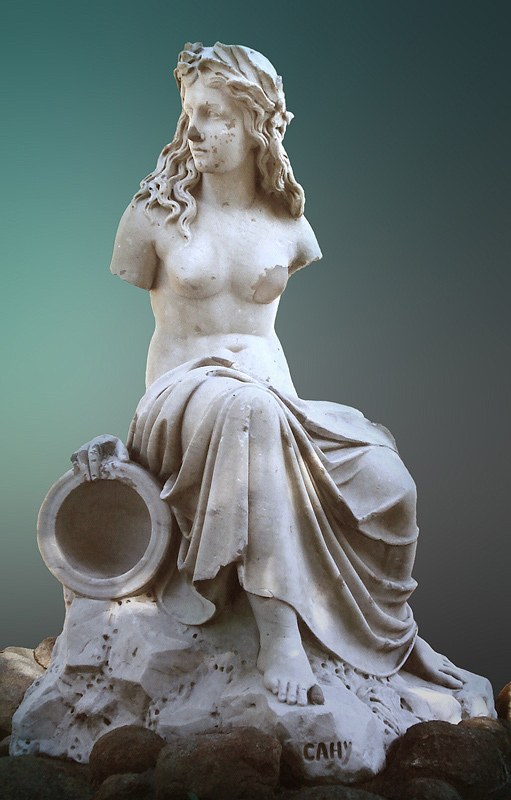
Una de las Ninfas ya saqueadas

En 1935, durante las celebraciones del centenario de la Revolución Farroupilha, la Plaza Dom Sebastião fue reurbanizada. Las cuatro estatuas de los afluentes fueron rescatadas e instaladas allí en 1936, pero con una organización completamente diferente, colocadas a lo largo del curso de dos arroyos artificiales con pequeñas cascadas. En los años siguientes, las estatuas sufrieron repetidos actos de vandalismo y perdieron fragmentos importantes. En 1983 fueron retiradas y depositadas en el almacén del Departamento de Deportes y Ocio Público del Municipio, donde quedaron olvidadas. En 1986, la concejala Theresinha Chaise denunció su abandono y se lanzaron varias propuestas para su reinstalación.
La polémica duró hasta 1996, cuando una nueva urbanización de la plaza Dom Sebastião creó un espejo de agua con una pila circular de piedra, y las cuatro estatuas fueron colocadas allí, protegidas por una barandilla de hierro. Esto no impidió que las obras volvieran a ser objeto de vandalismo. En 2004, el investigador José Francisco Alves reveló que la desaparecida estatua de Guaíba aún existía, pero estaba en manos privadas. En 2013, la prensa publicó un artículo exigiendo la devolución de la Guaíba, pero no se revelaron los nombres de los propietarios.
Finalmente, en 2014, las estatuas fueron restauradas en la medida de lo posible y trasladadas a una nueva fuente en los jardines de la Hidráulica Moinhos de Vento, una planta de tratamiento de agua que abastece el norte y el este de la ciudad. Según el Municipio, el traslado del Afluentes do Guaíba "fue el resultado de un trabajo planificado y organizado por la Coordinación de Memoria Cultural del Departamento Municipal de Cultura, con el apoyo del Departamento Municipal de Aguas y Alcantarillado y de la Fiscalía General del Estado, dentro de la Campaña de Valorización y Preservación del Patrimonio Público de la ciudad". Hubo consenso sobre la nueva ubicación, ya que añade valor a la obra al permitir que el conjunto sea más visible para los transeúntes de la Avenida 24 de Outubro, al estar integrado en los jardines de la Hidráulica". En la época, la investigadora Verônica di Benedetti, responsable de la restauración, sugirió que algunas partes faltantes de las estatuas podrían estar olvidadas en un almacén del Municipio en el Parque Farroupilha, lo que permitiría reintegrar algunas lagunas. 